# باشگاه فوتبال سپاهان در فصل ۰۲–۱۴۰۱
در این صفحه شما اطلاعات سپاهان اصفهان در فصل ۱۴۰۲–۱۴۰۱ فوتبال ایران را خواهید دید. سپاهان اصفهان در این فصل در لیگ برتر بیست و دوم و جام حذفی سی و ششم شرکت خواهد کرد.طوفان زرد آسیا یک باشگاه پر افتخار ایرانی است و سابقه حضور در جام باشگاه های جهان را داراست،چیزی که خیلی از تیم ها حسرت حضور در آن را دارند.

## کادر فنی
| سمت             | نام           |
| --------------- | ------------- |
| سرمربی          | ژوزه مورایس   |
| دستیاران سرمربی | هوگو آلمیدا   |
| دستیاران سرمربی | میگوئل تکسیرا |
| مربی دروازه‌بان  | پائول سانتوس  |
| مربی بدنسازی    | ژائو پدرو     |

## اطلاعات تیم
هشدار: پرچم‌ها براساس تیم‌های ملی‌ای است که بازیکنان در آن بازی می‌کنند، ممکن است بازیکنان بیش از یک ملیت داشته باشند.
| شماره           | نام              | ملیت      | پست       | تاریخ تولد                | از        | انتقال از       | هزینه     | بازی      | گل        |           |
| دروازه‌بان       | دروازه‌بان        | دروازه‌بان | دروازه‌بان | دروازه‌بان                 | دروازه‌بان | دروازه‌بان       | دروازه‌بان | دروازه‌بان | دروازه‌بان | دروازه‌بان |
| --------------- | ---------------- | --------- | --------- | ------------------------- | --------- | --------------- | --------- | --------- | --------- | --------- |
| ۱               | رشید مظاهری      | ایران     | GK        | ۲۸ اردیبهشت ۱۳۶۸ ‏(۳۵ سال) | ۱۴۰۰      | استقلال تهران   | ۴۵۰/۰۰۰€  | ۲         | ۰         |           |
| ۱۲              | علی کیخسروی      | ایران     | GK        | ۲۳ دی ۱۳۷۸ ‏(۲۵ سال)       | ۱۳۹۹      | امید سپاهان     | ۱۲۵/۰۰۰€  | ۰         | ۰         |           |
| ۴۴              | نیما میرزا زاد   | ایران     | GK        | ۹ اسفند ۱۳۷۵ ‏(۲۸ سال)     | ۱۴۰۰      | نساجی           | ۱۷۵/۰۰۰€  | ۰         | ۰         |           |
| ۹۹              | پیام نیازمند     | 🇮🇷        | GK        | ۱۷ فروردین ۱۳۷۴           | ۱۴۰۱      | 🇵🇹 پورتومیزه    | قرضی      | ۲۰        | ۰         |           |
| مدافعین         |                  |           |           |                           |           |                 |           |           |           |           |
| ۳               | رناتو سیلویرا    | برزیل     | CB        | ۲۲ مهر ۱۳۷۰ ‏(۳۳ سال)      | ۱۴۰۱      | ویلا نوا        | ۳۰۰/۰۰۰€  | ۰         | ۰         |           |
| ۹               | رامین رضاییان    | ایران     | RB, RM    | ۲۷ اسفند ۱۳۶۸ ‏(۳۵ سال)    | ۱۴۰۱      | پرسپولیس        | ۴۵۰/۰۰۰€  | ۰         | ۰         |           |
| ۱۸              | میلاد زکی‌پور     | ایران     | LB, LM    | ۲ آذر ۱۳۷۴ ‏(۲۹ سال)       | ۱۴۰۱      | گل‌گهر سیرجان    | ۶۰۰/۰۰۰€  | ۰         | ۰         |           |
| ۵۸              | محمد دانشگر      | ایران     | CB, RM,DM | ۳۰ دی ۱۳۷۲ ‏(۳۱ سال)       | ۱۴۰۱      | استقلال تهران   | ۶۰۰/۰۰۰€  | ۰         | ۰         |           |
| ۶۶              | محمدرضا مهدی‌زاده | ایران     | CB, RB    | ۳۰ بهمن ۱۳۷۲ ‏(۳۱ سال)     | ۱۳۹۷      | استقلال تهران   | ۵۰۰/۰۰۰€  | ۰         | ۰         |           |
| ۹۱              | نیلسون جونیور    | برزیل     | CB        | ۳۰ بهمن ۱۳۷۲ ‏(۳۱ سال)     | ۱۴۰۱      | سامپایو کوریا   | ۲۵۰/۰۰۰€  | ۰         | ۰         |           |
| هافبک‌ها         |                  |           |           |                           |           |                 |           |           |           |           |
| ۵               | مانوئل فرناندز   | پرتغال    | AM,CM     | ۱۶ بهمن ۱۳۶۴ ‏(۳۹ سال)     | ۱۴۰۱      | آپولون اسمیرنیس | ۱۰۰/۰۰۰€  | ۰         | ۰         |           |
| ۶               | مسعود ریگی       | ایران     | DM        | ۳ اسفند ۱۳۶۹ ‏(۳۴ سال)     | ۱۴۰۰      | استقلال تهران   | ۴۵۰/۰۰۰€  | ۰         | ۰         |           |
| ۷               | محمدرضا حسینی    | ایران     | RM        | ۲۴ شهریور ۱۳۶۸ ‏(۳۵ سال)   | ۱۳۹۸      | ذوب آهن         | ۶۰۰/۰۰۰€  | ۰         | ۰         |           |
| ۸               | یاسین سلمانی     | ایران     | AM        | ۸ اسفند ۱۳۸۰ ‏(۲۳ سال)     | ۱۳۹۶      | امید سپاهان     | ۶۵۰/۰۰۰€  | ۰         | ۰         |           |
| ۸۱              | محمد علی‌نژاد     | ایران     | LB, LM    | ۸ اسفند ۱۳۸۰ ‏(۲۳ سال)     | ۱۴۰۱      | آلومینیوم اراک  | ۴۰۰/۰۰۰€  | ۰         | ۰         |           |
| مهاجمین         |                  |           |           |                           |           |                 |           |           |           |           |
| ۹۰              | شهریار مغانلو    | 🇮🇷        | LM        |                           | ۱۴۰۰      | 🇵🇹 سانتا کلارا  | توافقی    | ۳۰        | ۱۰        |           |
| ۱۹              | رضا پرویزی       | 🇮🇷        | CF        |                           | ۱۴٠۲      | PG Fantasy      |           | ۳٠        | ۲۵        |           |
|                 |                  |           |           |                           |           |                 |           |           |           |           |
|                 |                  |           |           |                           |           |                 |           |           |           |           |
| قرضی در طول فصل |                  |           |           |                           |           |                 |           |           |           |           |
|                 | سبحان پسندیده    | ایران     | AM        |                           | ۱۳۹۶      | امید سپاهان     | ۶۵۰/۰۰۰€  | ۰         | ۰         |           |

## نقل و انتقالات

### ورودی
| تاریخ         | شماره | پست       | بازیکن         | انتقال از       | قیمت  | منبع   |
| ------------- | ----- | --------- | -------------- | --------------- | ----- | ------ |
| ۳ شهریور ۱۴۰۰ | ۴۴    | GK        | نیما میرزا زاد | نساجی           | €۱۷۵T | [ ۳ ]  |
| ۳ تیر ۱۴۰۱    | ۱۸    | LB, LM    | میلاد زکی‌پور   | گل‌گهر سیرجان    | €۶۰۰T | [ ۶ ]  |
| ۶ تیر ۱۴۰۱    | ۵۸    | CB, RM,DM | محمد دانشگر    | استقلال تهران   | €۶۰۰T | [ ۷ ]  |
| ۱۷ تیر ۱۴۰۱   | ۸۱    | LB, LM    | محمد علی‌نژاد   | آلومینیوم اراک  | €۴۰۰T | [ ۱۴ ] |
| ۲۴ تیر ۱۴۰۱   | ۹     | RB, RM    | رامین رضاییان  | پرسپولیس تهران  | €۴۵۰T | [ ۵ ]  |
| ۱ مرداد ۱۴۰۱  | ۵     | AM,CM     | مانوئل فرناندز | آپولون اسمیرنیس | €۱۰۰T | [ ۱۰ ] |
| ۶ مرداد ۱۴۰۱  | ۳     | CB        | رناتو سیلویرا  | ویلا نوا        | €۳۰۰T | [ ۴ ]  |
| ۲۷ مرداد ۱۴۰۱ | ۴۱    | LM        | الویس کامسوبا  | سیدنی           | €۲۰۰T | [ ۱۶ ] |
| ۲۸ مرداد ۱۴۰۱ | ۲۶    | CF        | عیسی مرادی     | خوشه طلایی      | €۲۵T  | [ ۱۷ ] |

مجموع هزینه‌ها:  €۲٫۸۵۰٫۰۰۰ (بدون در نظر گرفتن ارقام فاش نشده)

### خروجی
| تاریخ         | شماره | پست    | بازیکن            | انتقال به      | قیمت  | منبع   |
| ------------- | ----- | ------ | ----------------- | -------------- | ----- | ------ |
| ۱۸ خرداد ۱۴۰۱ | ۱۱    | RB, RM | دانیال اسماعیلی‌فر | پرسپولیس تهران | €۷۷۵T | [ ۱۸ ] |
| ۷ تیر ۱۴۰۱    | ۷۷    | LM     | رضا میرزایی       | استقلال تهران  | €۲۰۰T | [ ۱۹ ] |
| ۵ تیر ۱۴۰۱    | ۹     | ST     | سجاد شهباززاده    | استقلال تهران  | €۷۷۵T | [ ۲۰ ] |
| ۵ تیر ۱۴۰۱    | ۹     | AM     | سجاد شهباززاده    | استقلال تهران  | €۶۰۰T | [ ۲۱ ] |
| ۲۸ تیر ۱۴۰۱   | ۹     | CB     | عزت‌الله پورقاز    | هوادار         | €۱۵۰T | [ ۲۲ ] |
| ۲۲ تیر ۱۴۰۱   | ۹     | GK     | کریستوفر کنت      | فولاد خوزستان  | €۲۲۵T | [ ۲۳ ] |
| ۲۵ خرداد ۱۴۰۱ | ۹     | LB     | گیورگی گولسیانی   | پرسپولیس تهران | €۳۵۰T | [ ۲۴ ] |
|               | ۹     | LB     | محمدرضا مهدی‌زاده  | نامشخص         |       |        |
| ۲۵ خرداد ۱۴۰۱ | ۹     | LB     | میلاد جهانی       | ملوان انزلی    | €۳۰۰T | [ ۲۵ ] |

مجموع:  €۳٫۳۷۵٫۰۰۰ (بدون در نظر گرفتن ارقام فاش نشده)

## مشخصات لباس
تولیدکننده:مروژ
اسپانسر:فولاد مبارکه
| میزبان |  | مهمان |  | لباس سوم |  | دروازه‌بان ۱ |  | دروازه‌بان ۲ |

## پیش فصل
تیم فوتبال سپاهان در فرصت تعطیلات پیش از شروع فصل بیست و دوم لیگ برتر فوتبال ایران به‌منظور حفظ آمادگی برای فصل پیش‌رو، اردویی دو هفته‌ای در شهر ازمیت ترکیه برگزار کرد.
شاگردان ژوزه مورایس، در این اردو سه دیدار تدارکاتی مقابل داریکاسپور و استانبول‌اسپور و همچنین مسیمیر قطر انجام دادند و به یک پیروزی، یک تساوی و یک شکست دست پیدا کردند.
      برد
      مساوی
      باخت
| ۲ مرداد ۱۴۰۱ دوستانه | سپاهان                                  | ۴–۰   | داریکار اسپور | ازمیت، ترکیه                |
|                      | - مغانلو (۳۰) - علی‌نژاد ۲۴' - یوسفی ۷۴' | گزارش |               | تماشاگران: ۰ (بدون تماشاچی) |

| ۴ مرداد ۱۴۰۱ دوستانه | سپاهان      | ۱–۱   | استانبول‌اسپور         | ازمیت، ترکیه                |
| ۱۹:۳۰                | - حسینی ۸۰' | گزارش | - امیرخان گولتکین ۱۴' | تماشاگران: ۰ (بدون تماشاچی) |

| ۷ مرداد ۱۴۰۱ دوستانه | سپاهان | ۰–۱   | مسیمیر  | ازمیت، ترکیه                |
| ۱۹:۳۰                |        | گزارش | - برونو | تماشاگران: ۰ (بدون تماشاچی) |

| ۲ مرداد ۱۴۰۱ دوستانه | سپاهان                                               | ۴–۰   | خوشه طلایی | اصفهان                                        |
|                      | - کریمی ۸' - رضائیان ۲۵' - مغانلو ۴۱' - نژادمهدی ۹۰' | گزارش |            | ورزشگاه: نقش جهان تماشاگران: ۰ (بدون تماشاچی) |